# Roger Smalley
John Roger Smalley (født 26. juni 1943 i Manchester, England - død 18. august 2015 i Sydney, Australien)
var en engelsk/australsk komponist, pianist og lærer.
Smalley studerede komposition på Det Kongelige Musikkonservatorium i London, hos bl.a. Peter Racine Fricker. Smalley studerede også komposition privat hos Alexander Goehr og Karlheinz Stockhausen i Köln. Smalley bosatte sig i Australien (1971), hvor han blev lærer i komposition på Universitetet i Det Vestlige Australien. Han har skrevet en symfoni, orkesterværker, kammermusik, koncertmusik, elektronisk musik, vokalmusik, scenemusik etc. Han komponerede i avantgardestil.

## Udvalgte værker
- Symfoni (1991) - for orkester
- Klaverkoncert nr. 1 (1984-85) - for klaver og orkester
- Klaverkoncert nr. 2 (2004) - for klaver og orkester
- Obokoncert (1995) - for obo og orkester